# Raphitoma alternans
Raphitoma alternans é uma espécie de gastrópode do gênero Raphitoma, pertencente a família Raphitomidae.